# اوچ بلاغ (نمین)
اوچ بلاغ یک منطقهٔ مسکونی در ایران است که در دهستان گرده واقع شده‌است. اوچ بلاغ ۸۷ نفر جمعیت دارد.